# Aslanbek Chuštov
Aslanbek Vital'evič Chuštov (in russo Асланбек Витальевич Хуштов?; Beloglinka, 1º luglio 1980) è un lottatore russo specializzato nella lotta greco-romana.
È stato campione olimpico ai Giochi di Pechino 2008 e tre volte campione europeo.

## Palmarès
- Giochi olimpici

Pechino 2008: oro nella categoria fino a 96 kg.
- Mondiali

Herning 2009: bronzo nella categoria fino a 96 kg.
Mosca 2010: bronzo nella categoria fino a 96 kg.
- Europei

Tampere 2008: oro nella categoria fino a 96 kg.
Vilnius 2009: oro nella categoria fino a 96 kg.
Baku 2010: oro nella categoria fino a 96 kg.